# Ruta Provincial 5 (Córdoba)
La Ruta Provincial 5 es una importante vía de comunicación de la Provincia de Córdoba, en la República Argentina
. Se desarrolla a lo largo de poco más de 135 km, entre la Ciudad de Córdoba, en cercanías del CPC de Villa Libertador, hasta el empalme con la RN 36 en el sur de la misma provincia. Es una ruta de doble sentido de circulación, y entre su nacimiento y el km 52, tiene características de autovía a la que se denomina Autovía del Bicentenario Atilio López. Posee una estación de peaje en el km 11,5, y es una de las rutas turísticas más importantes de la provincia, ya que por ella se accede al segundo valle más reconocido de la provincia: el Valle de Calamuchita.
El trazado de esta ruta, funciona como 'columna vertebral' de los valles de Paravachasca y Calamuchita, y en la región, es conocida como la ruta del alto. Esto se debe a que su derrotero entre montañas y quebradas, lo realiza con numerosas curvas y pendientes, costeando el Dique Los Molinos y el Embalse de Río Tercero.
Paralelamente a su trazado, y a unos pocos kilómetros hacia el este, se encuentra la  RN 36 , Autovía Gobernador Juan Bustos, cuyo trazado es por una zona más llana, sin grandes curvas ni pendientes, ya que es una zona netamente agrícola, y posee el formato de autovía en toda su extensión. Es la ruta del bajo, en contraparte a la ruta del alto.

## Localidades
A lo largo de sus poco más de 135 km, esta ruta atraviesa numerosos centros urbanos que se detallan a continuación (los que figuran en itálica, son cabecera de departamento). Los datos de población corresponden al censo 2010.
No se encontraron datos oficiales para las localidades con la leyenda s/d.
- Departamento Capital: Córdoba: 1.329.604
- Departamento Santa María: Los Cedros: 1.092, Villa Parque Santa Ana: 2.861, Villa Del Prado: 2.011,Alta Gracia: 48:506, Anisacate: 3.350, Valle de Anisacate: 487, Villa La Bolsa: 995, Villa Los Aromos: 1.378, La Rancherita: 129, La Serranita: 436, Villa Ciudad de América: 762
- Departamento Calamuchita: Villa Ciudad Parque Los Reartes: 1.165, Villa General Belgrano: 8.257, Santa Rosa de Calamuchita: 12.830, Villa Rumipal: 4.500, Villa del Dique: 3.303, Embalse: 9.107.

Algunas localidades de importancia turística, a las que se accede por esta ruta, y que no se encuentran sobre su trazado son: La Paisanita, Los Molinos, Potrero de Garay, San Pedro, San Clemente, Los Reartes, La Cumbrecita, Athos Pampa, Villa Alpina, Yacanto, Amboy,  Villa Amancay y Lutti, entre las más destacadas.
También es la vía de acceso a los caminos que llevan al cerro Champaquí y a la ciudad de Merlo.

## Recorrido
|  |  | KDSTa |

|  |  | STR |

|  | GRZq | STR+GRZq | GRZq |  |

|  |  | STR |

| CHURCH |  | TEEaq | CONTfq |  |

|  |  | STR+TOLLCOL |

| MUSEUM | CONTgq | TEEeq |  |  |

| RACE | CONTgq | TEEeq |  |  |

|  |  | BHF |

| CHURCH | CONTgq | TEEeq |  |  |

|  |  | BHF |

|  | CONTgq | ABZgr+r |  |  |

|  | CONTgq | ABZgr+r |  |  |

|  | CONTgq | ABZlr+lr | CONTfq |  |

|  |  | BHF |

|  | WASSERq | hKRZWae | WASSERq |  |

|  |  | ABZgl+l | CONTfq |  |

|  |  | BHF |

|  | CONTgq | TBHFeq |  |  |

|  |  | BHF |

|  |  | BHF |

|  |  | BHF |

|  |  | BHF |

|  | WASSERq | hKRZWae | WASSERq |  |

|  | CONTgq | ABZlr+lr | CONTfq |  |

|  | uexRESVGr | hKRZWae+GRZq | WASSERq |  |

|  |  | STR |

|  | GRZq | STR+GRZq | GRZq |  |

|  |  | STR |

|  |  | BHF |

|  | MUSEUM | BHF |  |  |

|  |  | BHF |

|  | CONTgq | ABZgr+r |  |  |

|  |  | TBHFaq | tCONTfq |  |

|  | CONTgq | ABZgr+r |  |  |

|  | CONTgq | ABZgr+r |  |  |

|  | CONTgq | ABZgr+r |  |  |

|  | CONTgq | ABZgr+r |  |  |

|  | CONTgq | ABZgr+r |  |  |

|  | CONTgq | ABZgr+r |  |  |

|  | CONTgq | ABZgr+r |  |  |

|  |  | TBHFaq | tCONTfq |  |

|  | CONTgq | ABZgr+r |  |  |

|  | CONTgq | ABZgr+r |  |  |

|  | CONTgq | ABZgr+r |  |  |

|  | CONTgq | ABZgr+r |  |  |

|  | WASSERq | hKRZWae | WASSERq |  |

|  | uexRESVGr | hKRZWae | WASSERq |  |

|  | uexRESVGr | hKRZWae+GRZq | PUMPHOUSE | WASSERq |

|  |  | TBHFaq | tCONTfq |  |

|  | CONTgq | TBHFeq |  |  |

|  | lELC | STR+GRZq | GRZq |  |

|  |  | ABZgl+l | CONTfq |  |

|  | CONTgq | SHI4gl+lq | CONTfq |  |

## Nota
1. ↑   El kilometraje fue tomado del amojonado en ruta. En caso de ausencia de los mismos, se calculó según información disponible en Internet, o verificación in situ .
2. ↑   Datos oficiales según Dirección de Estadísticas y censos del Gobierno de la Provincia de Córdoba, año 2010 Según datos INDEC